# Albin Głowacki
Albin Głowacki (ur. 3 sierpnia 1949 w Grabicy) – polski historyk, profesor nauk humanistycznych, wykładowca Uniwersytetu Łódzkiego i Akademii Humanistyczno-Ekonomicznej w Łodzi.

## Życiorys
Albin Głowacki w 1975 ukończył z wyróżnieniem studia historyczne na Wydziale Filozoficzno-Historycznym UŁ. W 1983 został doktorem na podstawie rozprawy Działalność opiekuńcza Związku Patriotów Polskich w ZSRR (1943–1946) , za którą uzyskał I nagrodę w ogólnopolskim konkursie.      W 1998 został doktorem habilitowanym na podstawie rozprawy Sowieci wobec Polaków na ziemiach wschodnich II Rzeczypospolitej 1939–1941. W 2019 otrzymał tytuł profesora nauk humanistycznych.
W 1999 został odznaczony Srebrnym Krzyżem Zasługi, w 2010 Medalem Komisji Edukacji Narodowej.

## Zainteresowania
Zainteresowania badawcze Głowackiego koncentrują się wokół losów obywateli polskich na Wschodzie po 17 września 1939, sowieckiej okupacji ziem wschodnich RP w latach 1939–1941, działalności Związku Patriotów Polskich w ZSRS. Zajmuje się także stosunkami polsko-radzieckimi w latach 1939–1946 oraz współczesną Rosją. 

## Publikacje książkowe
- Przemieszczenie obywateli polskich w Związku Radzieckim w 1944 roku, Łódź 1989,  ["Acta Universitatis Lodziensis. Folia Historica" 1989, t. 32].
- Ocalić i repatriować. Opieka nad ludnością polską w głębi terytorium ZSRR (1943–1946), Łódź 1994.
- Sowieci wobec Polaków na ziemiach wschodnich II Rzeczypospolitej 1939–1941, Łódź 1997 (wydanie II, Łódź 1998).
- Współczesna Rosja. Leksykon. Polityka. Organizacje. Społeczeństwo, pod red. A. Stępień przy współpracy A. Głowackiego, A. Skrzypka, F. G. Owsijenko, Łódź 1999, (współautorzy: Fryderyk G. Owsijenko, Andrzej Skrzypek, Alicja Stępień; Albin Głowacki: Partie i bloki parlamentarne, s. 33–130).
- Rosja Putina. Leksykon, pod red. A. Głowackiego, A. Stępień-Kuczyńskiej, Łódź 2004, (współautorzy: Michał Słowikowski, Alicja Stępień-Kuczyńska).
- W kręgu historii Europy Wschodniej. Studia i szkice, Łódź 2009, Wydawnictwo Uniwersytetu Łódzkiego, (pod red. P. Chmielewskiego i A. Głowackiego).
- Gmina Zadzim 1919-2009, Urząd Gminy w Zadzimiu, Oddział Łódzki Polskiego Towarzystwa Historycznego, Łódź 2010,             Współautorzy: Krzysztof Lesiakowski, Maria Nartonowicz-Kot, Leszek Olejnik.
- Na pomoc zesłańczej edukacji. Działalność wydawnicza Komitetu do spraw Dzieci Polskich w ZSRR (1943-1946), Wydawnictwo Uniwersytetu Łódzkiego, Łódź 2017 (wydanie II, Łódź 2018).
- W tajdze i w stepie. O deportacjach obywateli polskich w głąb Związku Sowieckiego w latach 1940-1941, Instytut Badań nad Dziedzictwem Kulturowym Europy i Muzeum Pamięci Sybiru, Białystok 2022.
- Masowe wywózki obywateli polskich w głąb Sowietów w latach 1940-1941, Seria: Spotkania z Mistrzami, [t.] XII, Red. i oprac.: C. Kuklo,       W. Walczak. Polskie Towarzystwo Historyczne, Wydział Historii i Stosunków Międzynarodowych Uniwersytetu w Białymstoku, Białystok 2022